# Marco Lund
Marco Lund (* 30. Juni 1996 in Ansager) ist ein dänischer Fußballspieler. Der Abwehrspieler bestritt seine bisherige Karriere in Dänemark und Schweden.

## Sportlicher Werdegang
Lund begann mit dem Fußballspielen beim Ansager IF, über Grindsted GIF und den FC Midtjylland kam er in die Jugendabteilung von Esbjerg fB. Dort avancierte er zum Juniorennationalspieler und rückte 2016 in die Wettkampfmannschaft auf. Im April 2016 debütierte er beim 1:0-Erfolg über Viborg FF durch einen Treffer von Bjørn Paulsen in der Superliga. Im Verlauf der Spielzeit 2016/17 etablierte er sich als Stammspieler beim Klub, der als Schlusslicht in die Abstiegsrunde startete. Auch dort blieb der Erfolg aus, in der anschließenden Relegation verpasste die Mannschaft um Anders Dreyer, Robin Söder, Jeppe Højbjerg und Otar Kakabadse nach Niederlagen gegen Aarhus GF und AC Horsens den Klassenerhalt. Unter Trainer John Lammers stand er zu Beginn der Zweitliga-Spielzeit 2017/18 noch in der Startformation, rückte aber während der Hinrunde ins zweite Glied.
Im Januar 2018 wechselte Lund aus der 1. Division zurück in die Superliga und schloss sich Odense BK an. In der Rückrunde der Spielzeit 2017/18 kam er unter Trainer Kent Nielsen nur zu einem Einsatz bei der 0:1-Heimniederlage gegen Aarhus GF, etablierte sich aber in der Abstiegsrunde in der Mannschaft und zog mit ihr als Gruppensieger in die Europapokal-Play-off-Spiele ein. Dort war abermals Aarhus GF mit zwei Niederlagen zu stark. Auch in der Folgezeit konnte er sich streckenweise als Stammspieler festsetzen, jedoch nie über eine komplette Saison. In der Spielzeit 2019/20 bestritt er 18 der 26 Spiele der regulären Saison, erneut erreichte er mit der Mannschaft unter Trainer Jakob Michelsen über die Abstiegsrunde die Europapokal-Play-off-Spiele. Hier kam er an der Seite von Oliver Christensen Oliver Lund, Mikkel Hyllegaard, Issam Jebali und Jørgen Skjelvik im Endspiel im Einsatz, durch ein 1:2-Niederlage gegen Aarhus GF wurde die Europapokalteilnahme verpasst.
Im Januar 2021 verpflichtete der schwedische Klub IFK Norrköping Lund nach dessen Vertragsende bei Odense BK im Sommer und vereinbarte einen bis 2024 gültigen Kontrakt mit dem Spieler. Einen Monat später wurde Lund dann jedoch mit sofortiger Wirkung in die Allsvenskan geholt. Unter Trainer Rikard Norling gehörte er über weite Strecken der Spielzeit 2021 zu den Stammspielern in der Defensive und bestritt an der Seite von Oscar Jansson, Alexander Fransson, Linus Wahlqvist, Viktor Agardius und Henrik Castegren 26 der 30 Saisonspiele, in der folgenden Spielzeit war er nur noch zweite Wahl und gehörte teilweise nicht zum Spieltagskader.